# Misa negra

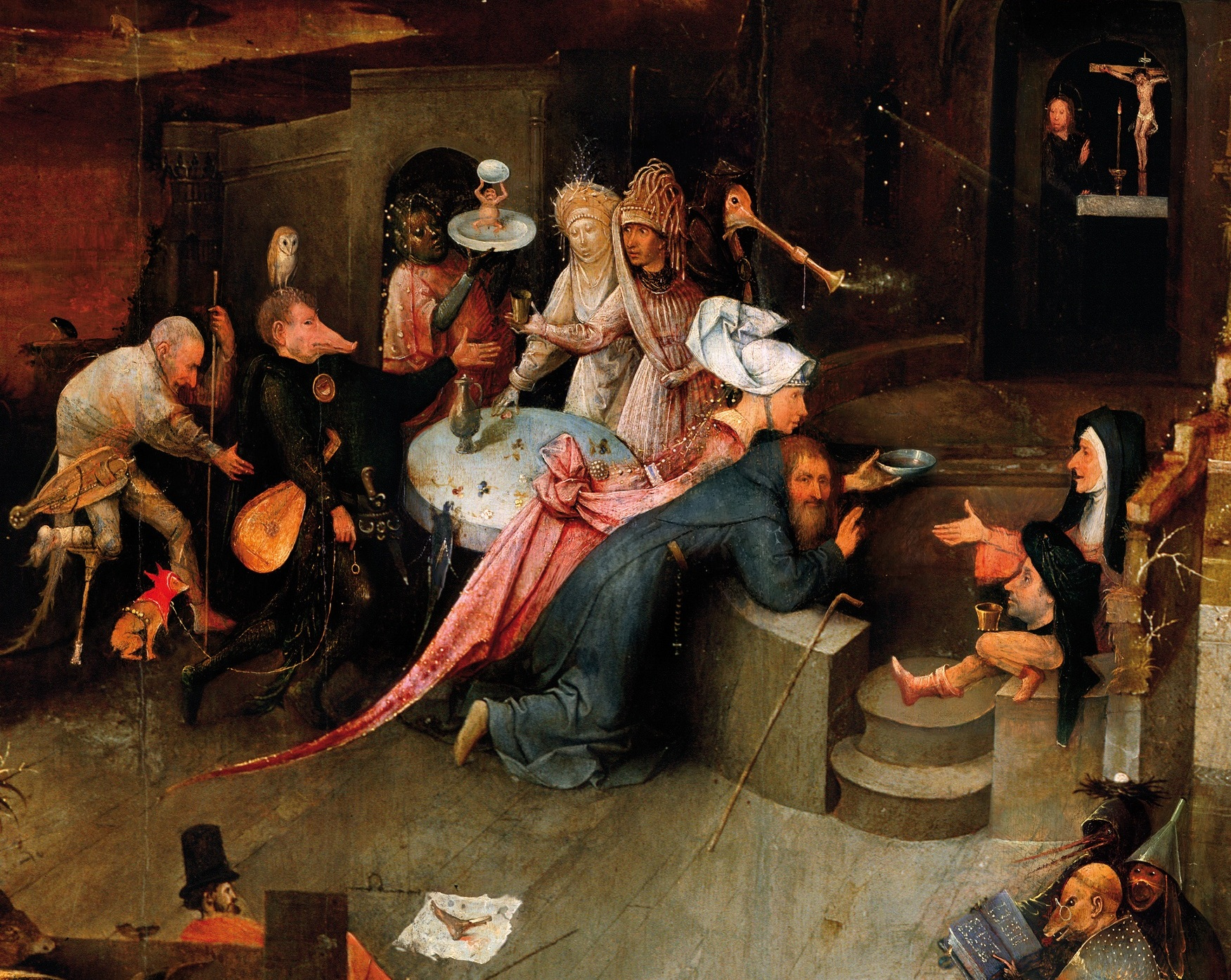
Detalle del panel central del tríptico Las tentaciones de San Antonio (c. 1500) de El Bosco que representa una misa negra

Se denomina misa negra a la ceremonia que emula a la misa cristiana. Comúnmente es considerada como un ritual de culto a Satanás y como la parodia a la misa cristiana. En general se denomina a un conjunto de rituales de posible trascendencia mágica, que se celebran por grupos de personas afines a diversas creencias, siendo vinculada principalmente con el satanismo y la magia negra. Su origen es discutido, dependiendo de las creencias de sus practicantes, habiéndose encontrado indicios de su existencia desde los inicios de la era cristiana y fue investigada por distintas personalidades tales como Aleister Crowley, Eliphas Levi e incluso el conocido satanista moderno Anton Szandor LaVey.

## Definiciones
- La Misa Negra es un ritual sacrílego en el que la misa cristiana se oficia al revés.[1]
- Ceremonia esotérica satanista consistente en una misa ofrecida al diablo que invierte todos los signos cristianos por signos satanistas y, en lugar de consagrar el pan y el vino, se consagra la sangre de un animal y en ocasiones una criatura humana ritualmente sacrificada.[2]
- Ceremonia del culto de Satán. Parodia de la misa católica (LS.)[2]

## La misa negra de las brujas de Zugarramurdi

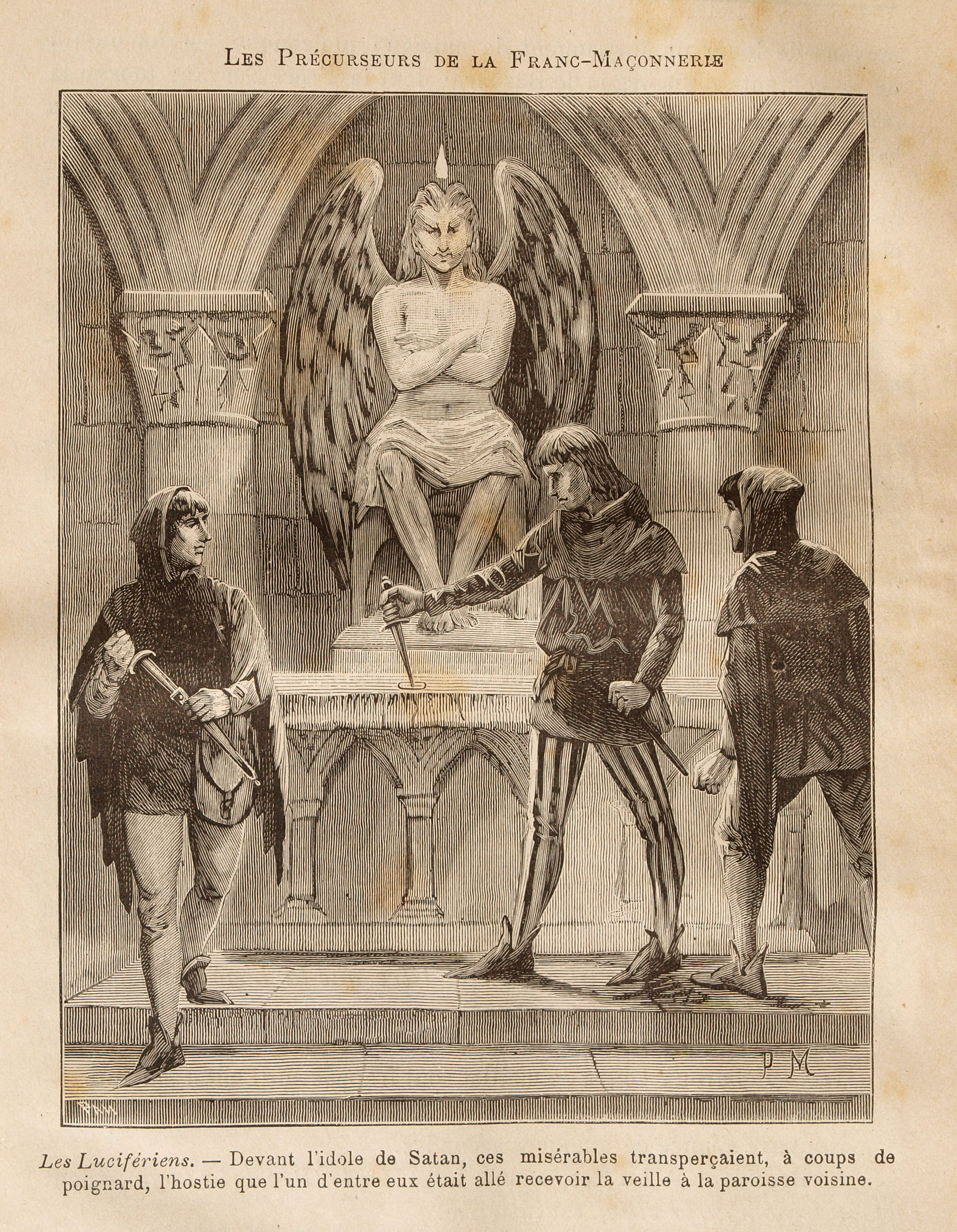
Misa negra con profanación de una ostia, dibujo de Pierre Méjanel

Según lo que averiguaron los inquisidores del caso de las brujas de Zugarramurdi —en cuyo acto de fe celebrado en 1610 fueron quemados vivos seis supuestos brujos y brujas—, en algunas noches señaladas como la víspera de Reyes, de la Ascensión, del Corpus Christi, de Todos los Santos, de la Asunción de la Virgen o de San Juan se celebraba un ritual especial, que constaba de dos partes. En la primera los brujos y brujas se confesaban ante el demonio y se acusaban de haber entrado en una iglesia, de haber oído misa... y de los males que habían podido hacer y no habían causado. La segunda era la misa sacrílega celebrada por el demonio revestido con ornamentos negros, feos y sucios. Durante la misma se seguían los mismos pasos que en la misa cristiana. Tras el sermón en el que el demonio exhortaba a los brujos y brujas a hacer el mal, prometiéndoles a cambio el paraíso, los "feligreses" uno por uno se acercaban al demonio y se arrodillaban ante él besándole la mano izquierda, los pechos, los genitales y el ano (el llamado osculum infame).
Según las confesiones de los brujos y brujas, cuando llegaba el momento de la consagración el demonio alzaba algo parecido a una suela de zapato donde estaba su figura y decía Esto es mi cuerpo y a continuación un cáliz de madera, negro y feo, mientras los brujos lo adoraban arrodillados. Después los brujos y brujas se acercaban al "altar", que estaba cubierto con un viejo paño negro, feo y deslucido y comían y bebían lo que el oficiante había "consagrado". Hasta aquí la misa negra había sido una réplica exacta de la misa cristiana, pero el final era completamente diferente. El demonio copulaba con las brujas y sodomizaba a los brujos y después comenzaba la orgía, en la que volvía a participar el diablo. "Brujos y brujas se mezclan sexualmente y aparean unos con otros en total promiscuidad, sin consideraciones de sexo ni grados de parentesco".

## Expresiones artísticas
En 1913 el célebre compositor ruso Aleksandr Skriabin concluyó su Sonata para piano n.º 9 "La misa negra". Aparentemente se la denominó así en contraposición a su Sonata n.º 7, llamada "La misa blanca" y a la declaración del propio músico de, durante su composición, "haber entrado en contacto profundo con lo satánico".